# Juliet (satelit)
Există și un asteroid numit 1285 Julietta.
Juliet este un satelit interior al lui Uranus. A fost descoperit din imaginile realizate de Voyager 2 pe 3 ianuarie 1986 și a primit denumirea temporară S/1986 U 2. Este numit după eroina piesei Romeo și Julieta a lui William Shakespeare. Este desemnat și Uranus XI. 
Juliet aparține grupului de sateliți Portia, care-i include și pe Bianca, Cressida, Desdemona, Portia, Rosalind, Cupid, Belinda și Perdita. Acești sateliți au orbite și proprietăți fotometrice similare. Din păcate, în afară de raza orbitei de 53 km și albedo-ul geometric de 0,08, nu se știe practic nimic despre Juliet.
Pe imaginile Voyager 2 Juliet apare ca un obiect alungit, cu axa majoră îndreptată spre Uranus. Raportul axelor sferoidului prolat al lui Juliet este de 0,5 ± 0,3, ceea ce este mai degrabă o valoare extremă. Suprafața sa este de culoare gri. 
Juliet se poate ciocni cu Desdemona în următorii 100 de milioane de ani. 